# جايسون ليونارد
جايسون ليونارد (بالإنجليزية: Jason Leonard)‏ هو لاعب اتحاد الرغبي بريطاني، ولد في 14 أغسطس 1968 في Barking, London ‏ في المملكة المتحدة.

## وصلات خارجية
- جايسون ليونارد على موقع دوري الرغبي الممتاز (الإنجليزية)
- جايسون ليونارد عل موقع إسبنسكروم (الإنجليزية)